# Freemasons
I Freemasons sono un gruppo di dj e remixer inglesi piuttosto conosciuti ossia Russell Small e James Wiltshire. Il nome del gruppo deriva dal nome di un pub inglese che frequentavano insieme. La loro attività è volta allo "scovare" musiche orecchiabili e in voga e trasformarle in versioni dance.
Con la partecipazione di Amanda Wilson e Siedah Garrett hanno composto 3 singoli diventati molto popolari. Un nuovo brano, intitolato Nothing but a heartache è uscito durante l'estate del 2007.

## Discografia

### Album
- 2007 - Shakedown
- 2007 - Unmixed
- 2009 - Shakedown 2
- 2014 - Shakedown 3

### Singoli
- 2005 - Love on My Mind (featuring Amanda Wilson) #11 UK, #1 Hot Dance Music/Club Play
- 2006 - Watchin' (featuring Amanda Wilson) #19 UK, #1 Hot Dance Music/Club Play
- 2006 - Rain Down Love (featuring Siedah Garrett) #12 UK, #15 Hot Dance Airplay #20 BEL
- 2007 - Nothing but a heartache
- 2009 - Heartbreak (Make Me a Dancer) (featuring Sophie Ellis-Bextor) #13 UK

### Remix
- 2005 - Mesmerized (Freemasons Mix) - Faith Evans #47 UK, #1 Hot Dance Music/Club Play
- 2005 - I Just Can't Get Enough (Freemasons Mix) - Herd & Fitz ft. Abigail Bailey
- 2005 - Lovin' You More (Freemasons Mix) - Steve Mac and Steve Smith
- 2005 - I See Girls (Freemasons Mix) - Studio B
- 2005 - Movin' Into Light' - Black Fras
- 2005 - I Wasn't Kidding (Freemasons Mix) - Angie Stone #17 Hot Dance Music/Club Play
- 2005 - C'mon Get It On (Freemasons Mix) - Studio B
- 2006 - Deja Vu (Freemasons Mix) - Beyoncé- #1 UK, #1 Hot Dance Music/Club Play 2007 Grammy
- 2006 - Right Here Right Now (Freemasons Mix) - Fatboy Slim
- 2006 - Love Sensation (Freemasons Mix) - Loleatta Holloway
- 2006 - Shine (Freemasons Mix) - Luther Vandross #1 Hot Dance Music/Club Play
- 2006 - Most Precious Love (Freemasons Mix) - Blaze feat. Barbara Tucker
- 2006 - Moving Too Fast (Freemasons Mix) - Supafly Inc.
- 2006 - Ring The Alarm (Freemasons Mix) - Beyoncé
- 2006 - Turn Me On (Freemasons Mix) Dirty Old Ann
- 2006 - In My Mind (Freemasons Remix) Heather Headley #1 Hot Dance Music/Club Play
- 2006 - Don't Give Hate A Chance (Freemasons Remix) Jamiroquai
- 2006 - Give Me The Night (Freemasons Remix) Xavier
- 2007 - Take Me 2 The Sun (Freemasons Remix) Disco Freaks
- 2007 - Beautiful Liar (Freemasons Remix) Beyoncé & Shakira
- 2007 - Sexual Healing (Freemasons Mix) Alibi vs Rockefellar
- 2007 - Greenlight (Freemasons Remix) Beyoncé
- 2007 - Deja Vu(Freemasons Remix) Beyoncé
- 2007 - Work (Freemasons Remix) Kelly Rowland
- 2008 - The one(Freemasons Remix) Kylie Minogue
- 2008 - I Decided (Freemasons Remix) Solange Knowles
- 2008 - I Heard Through the Grapevine (Freemasons Mix) Marvin Gaye
- 2009 - Keep This Fire Burning (Freemasons Remix) The Outsiders Feat. Amanda Wilson
- 2009 - Million Dollar Bill (Freemansons Remix) Whitney Houston
- 2010 -  Gipsy (Freemasons Remix) Shakira
- 2010 - Fatboy Slim - Right Here Right Now
- 2013 - Heaven (Freemasons Remix) Depeche Mode

Hanno inoltre realizzato i remix di "Here comes the rain again" degli Eurythmics e "Rock with you" di Michael Jackson.